# كنيسة القديس مكسيم بطبرقة
 كنيسة القديس مكسيم بطبرقة  هو معلم أثري تونسي مصنف من قبل المعهد الوطني للتراث يقع في  ولاية جندوبة في الجنوب الغربي التونسي، تحديدا في مدينة طبرقة تم تصنيف المعلم في يوم 4 يوليو  2016.